# فيفيان إدواردز
فيفيان ادواردز (بالإنجليزية:Vivian Edwards) (مواليد 10 سبتمبر 1896 - وفيات 4 ديسمبر 1949) ممثلة سينمائية أمريكية في عصر السينما الصامتة.

## روابط خارجية
- فيفيان إدواردز على موقع IMDb (الإنجليزية)
- فيفيان إدواردز على موقع ألو سيني (الفرنسية)
- فيفيان إدواردز على موقع أول موفي (الإنجليزية)
- فيفيان إدواردز على موقع قاعدة بيانات الأفلام السويدية (السويدية)
- فيفيان إدواردز على موقع قاعدة بيانات الفيلم (الإنجليزية)
- فيفيان إدواردز على موقع كينوبويسك (الروسية)